# مصاحبه با آدمکش
مصاحبه با آدمکش (به انگلیسی: :Interview with the Assassin) یک فیلم درام / شبه‌مستند به کارگردانی نیل برگر با بازی ریموند جی. بری و دیلن هاگرتی محصول سال ۲۰۰۲ است.

## جوایز
مصاحبه با آدمکش موفق به کسب سه جایزه در جشنواره بین‌المللی فیلم و فیلم مستقل نیویورک شد: بهترین فیلم تجربی، بهترین کارگردانی (برگر) و بهترین بازیگر نقش اول زن (باری).